# Ladybrand
Ladybrand – miasto, zamieszkane przez 4218 ludzi (2011), w Republice Południowej Afryki, w prowincji Wolne Państwo.
Ladybrand jest miastem o charakterze rolniczym, leży 18 km od Maseru, stolicy Lesotho. Zostało założone w roku 1867 przez voortrekkerów.